# 李良棟 (乾隆進士)
李良棟（？—？），贵州修文人，清朝政治人物、進士出身。

## 生平
乾隆五十二年（1787年）丁未科特賞進士，后官翰林院檢討。